# NME (framework)
NME est un framework open source exportant vers iOS, Android, BlackBerry, Microsoft Windows, Mac OS  X, Linux, le Flash Player et Webgl. Le Framework est d’abord développé sur les bases de l’API Flash, ce qui les rend très similaire. Toutefois, pour la grande majorité des plateformes, le code est compilé en C++ et utilise OpenGL, ce qui apporte un grand gain de performance. NME utilise le langage de programmation Haxe qui est similaire à ActionScript 3 et Java. Ce dernier est ensuite compilé soit en C++, Javascript ou SWF bytecode.

## Fonctionnalités
- Support du vectoriel et bitmap
- Accès direct à OpenGL
- Native extension
- Requête HTTP
- Clavier / Souris / Multi-touch
- Multithreading

## IDE Supportant Haxe
- FlashDevelop
- IntelliJ IDEA
- Sublime Text 2
- MonoDevelop

## Lien Externe
- Official Website

1. ↑  « Release 7.0.9 », 2 février 2025 (consulté le 25 février 2025)